# Равкина, Прасковья Ивановна
Прасковья (Полина) Ивановна Равкина (эрз. Прасковья (Полина) Ивановна Равкина; 12 апреля 1923, Батушево, Ардатовский уезд, Симбирская губерния, РСФСР, СССР — 13 сентября 2023) — работник советского сельского хозяйства, ветеран тыла, Герой Социалистического Труда (1949).

## Биография
Прасковья Ивановна Равкина родилась 12 апреля 1923 года в селе Батушево Ардатовского уезда Симбирской губернии (ныне — Атяшевского района Республики Мордовия). По другим данным родилась того же числа, но уже в 1925 году. Будучи по паспорту Прасковьей, в обиходе среди подруг была известна как Полина, и в дальнейшем стала себя так и называть.
По национальности — мордовка из эрзян. Из бедной крестьянской семьи, неграмотная мать Прасковьи в одиночку растила четверых детей. С малых лет начала работать, помогала матери по дому и в поле, ухаживала за животными. Окончив во время войны в 1943 году семилетнюю среднюю школу, поступила на работу секретарём Батушевского сельского совета. В 1944 году стала учётчицей и помощником счетовода в колхозе им. 13 года Октября («13 лет Октября») Атяшевского района Мордовской АССР.
В 1946 году ушла на работы в полеводстве. Как секретарь комсомольской организации возглавила новообразованное по примеру других колхозов на основании решения районного комитета ВЛКСМ комсомольско-молодежное полеводческое звено из 8-ми односельчанок, за которым было закреплено по несколько гектаров ржи, пшеницы, овса и конопли среднерусского сорта. В условиях сокращения посевных площадей и снижения урожайности при послевоенных трудностях в сельском хозяйстве вдобавок к небывалой засухе 1946 года, благодаря хорошей организации работы и применению передовой агротехники не имеющая профессионального сельскохозяйственного образования звеньевая Равкина получила немыслимый до того урожай, собрав со своим звеном в 1947 году по 210 пудов озимой ржи с каждого из 10-ти закрепленных гектаров, за что была награждена орденом Трудового Красного Знамени, а её подруги — медалями «За трудовое отличие».
Сосредоточившись на коноплеводстве, в 1948 году звено Равкиной снова добилось значительных результатов, получив несмотря на засуху урожай волокна средне-русской конопли в размере 7-ми центнеров и семян объёмом в 12 центнеров с гектара на площади 3,1 гектара, в результате чего за сдачу данной продукцию пенькоджутовому комбинату в колхозную кассу поступило свыше 75 тыс. рублей. За получение высокого урожая конопляных волокна и семян, выполнение колхозом обязательных поставок и контрактации по всем видам сельскохозяйственной продукции, исполнение обязательств по натуроплате за работу машинно-тракторных станций в 1948 году и полное обеспечение весеннего сева 1949 года семенами всех культур звеньевая Равкина была удостоена звания «Герой Социалистического Труда» с вручением золотой медали «Серп и Молот» и ордена Ленина. Остальные восемь девушек, составлявших звено, были награждены орденами Ленина, а председатель колхоза И. И. Видяев — орденом Трудового Красного Знамени.
Находясь у истоков звеньевого метода работы в Мордовии, Равкина стала первой комсомолкой Мордовии — обладателем данного высокого звания. На тот момент ей было только 26 лет. Была награждена не в Кремле, а прямо в поле, будучи в рваной юбке и занятой в потогонной работе на барабане по обмолоту зерна пшеницы. Второй комсомолкой — Героем стала М. М. Горохова. Первыми же Героями Социалистического Труда из работников сельского хозяйства Мордовской АССР стали О. А. Стеняхина и её бригадир П. Ф. Анисимов. Всего в Атяшевском районе этого звания было удостоено 9 человек.
Про звено Равкиной, занесённое на республиканскую Доску почёта, в 1949 году был снят документальный фильм, а её родной колхоз вскоре стал миллионером. Равкиной был посвящён очерк «Звеньевая» мордовского писателя А. А. Соболевского. Присутствовала на приёме в Кремле по поводу празднования 70-летия И. В. Сталина. Избиралась депутатом Верховного совета Мордовской АССР (1959), делегатом XI (1949) съезда ВЛКСМ, XIX (1952) и XXI (1959) съездов КПСС.
Несмотря на отличные показатели в работе и ходящие вокруг слухи о подготовке документов на повторное присвоение звания, Равкина решила уйти с работы в поле и получить профессиональное агрономическое образование. В 1950—1953 годах обучалась в Саранской школе по подготовке руководящих колхозных кадров, где была сталинским стипендиатом, а в 1958 году закончила Горьковский сельскохозяйственный институт. Во время учёбы вышла замуж за одноклассника — инвалида войны, родила дочь Светлану, однако муж часто выпивал, не работал и не участвовал в воспитании ребёнка.
После окончания института занимала должности главного агронома совхоза «Сараст» (1958—1960 гг.), председателя колхоза им. Ленина (1960—1961 гг.), главного агронома Атяшевского районного управления сельского хозяйства по защите растений (1961—1970 гг.). Став председателем родного колхоза (бывш. им. 13 года Октября), разорённого прежним руководством, вывела хозяйство на прежние темпы производства.
В 1967 году перенесла обширный инфаркт, реабилитация после которого в больнице им. Боткина заняла не один месяц. В начале 1970-х годов, бросив пьющего мужа, по семейным обстоятельствам переехала в Сахалинскую область, где в 1974—1979 годах последовательно находилась на постах главного агронома совхоза «Невельский», начальника районного управления сельского хозяйства, заместителя председателя Невельского городского исполнительного комитета. Перевыполнив план в 78 тонн и собрав 250 тонн овощной продукции, подняла отсталое хозяйство и вывела его в передовые. За высокие достижения из рук министра сельского хозяйства РСФСР Л. Я. Флорентьева получила переходящее красное знамя.
После работы на Сахалине уехала в Ленинский район Московской области и, проработав около года в санатории «Валуево», вышла на пенсию по состоянию здоровья после перенесённого инсульта. В конце 1990-х годов ухудшилось зрение, по своему настоянию перенесла три операции, еле оправившись от последней. Имела 3-ю группу инвалидности.
Жила в поселении Московский Новомосковского административного округа Москвы. В 2018 году отметила 95-летний юбилей, в связи с чем получила поздравление и подарок от президента России В. В. Путина. Скончалась 13 сентября 2023 года.

## Награды
- Звание «Герой Социалистического Труда» с вручением золотой медали «Серп и Молот» и ордена Ленина (9 июля 1949 года, указом Президиума Верховного Совета СССР) — «за получение высокого урожая волокна и семян средне-русской конопли при выполнении колхозом обязательных поставок и контрактации по всем видам сельскохозяйственной продукции, натуроплаты за работу МТС в 1948 году и обеспеченности семенами всех культур в размере полной потребности для весеннего сева 1949 года»[25][2].
- Орден Трудового Красного Знамени (1948)[2][8].
- Несколько медалей[2][26], в том числе юбилейная медаль «65 лет Победы в Великой Отечественной войне 1941—1945 гг.» (2009)[27][28].

## Почести
Бюст Равкиной в 2004 году был установлен на Аллее Славы в центре посёлка Атяшево. В селе Батушево с 2013 года проводятся соревнования по вольной борьбе на приз им. Равкиной.